# ロバート・ピーター (第10代ピーター男爵)

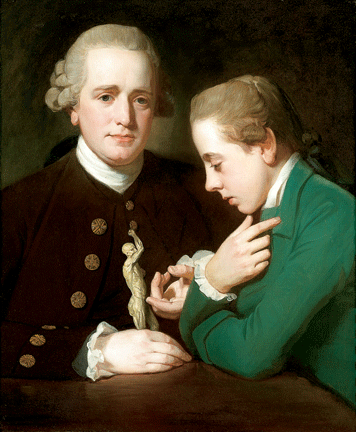
第10代ピーター男爵（右）と父にあたる9代男爵の肖像画。ジョージ・ロムニー画、1775年頃。

第10代ピーター男爵ロバート・エドワード・ピーター（英語: Robert Edward Petre, 10th Baron Petre、1763年9月2日 – 1809年3月29日）は、イングランド貴族。

## 生涯
第9代ピーター男爵ロバート・ピーターと1人目の妻アン・ハワード（Anne Howard、1742年8月29日 – 1787年1月15日、フィリップ・ハワードの娘）の息子として、1763年9月2日に生まれ、3日にソーンドン・ホールで洗礼を受けた。
1801年7月2日に父が死去すると、ピーター男爵位を継承した。
1809年3月29日に死去、4月6日にインゲートストン・ホールで埋葬された。息子ウィリアム・ヘンリー・フランシスが爵位を継承した。

## 家族
1786年2月14日、メアリー・ブリジット・ハワード（Mary Bridget Howard、1767年9月29日 – 1843年5月30日、ヘンリー・ハワードの娘、第12代ノーフォーク公爵バーナード・ハワードの妹）と結婚、4男6女をもうけた。
- ウィリアム・ヘンリー・フランシス（1793年1月22日 – 1850年7月3日） - 第11代ピーター男爵
- チャールズ・バーニー（Charles Berney、1794年12月17日 – 1854年6月18日）
- ロバート・トマス（1802年6月6日 – 1864年2月13日）
- フランシス（1805年10月28日 – 1870年5月28日）
- マリア・ジュリアナ（1824年1月27日没） - 1805年4月30日、スティーブン・フィリップス（Stephen Phillips）と結婚
- ジュリアナ・アン（1862年6月5日没） - 1812年7月5日、ジェームズ・ウェルド（James Weld）と結婚
- ヘンリエッタ・マリア（1830年1月23日没）
- エリザベス・アン・メアリー（1848年3月4日没） - 1817年5月15日、マイケル・ヘンリー・ブロント（Michael Henry Blount）と結婚
- アンナ・マリア（1864年10月14日没） - 1838年1月16日、アーサー・ヒューズ（Arthur Hughes、1838年没）と結婚
- アラベラ（Arabella、1811年頃 – 1866年6月24日）